# Stronger (Sugababes)
Stronger is een nummer van de Britse meidengroep Sugababes uit 2002. Het is de derde single van hun tweede studioalbum Angels with Dirty Faces, dit als dubbele A-kant met het gelijknamige nummer.
Het nummer is een R&B-ballad die de gevoelens beschrijft die groepslid Heidi Range had toen ze haar familie en vrienden nauwelijks zag. "Stronger" werd een (bescheiden) hit in Europa en Oceanië. Het wist de 7e positie te bereiken in het Verenigd Koninkrijk. In de Nederlandse Top 40 was het nummer nog succesvoller met een 5e positie, terwijl het in de Vlaamse Ultratop 50 een bescheiden 20e positie behaalde.